# Cheonan-Stadion
Das Cheonan Baekseok Stadion (kor. 천안종합운동장) ist ein Fußballstadion mit Leichtathletikanlage in der südkoreanischen Stadt Cheonan, Provinz Chungcheongnam-do. Die Sportstätte bietet 26.000 Zuschauern Platz. Es wurde 2001 erbaut. 2007 wurden im Stadion Spiele der U-17-Fußball-Weltmeisterschaft ausgetragen.
Am 15. Oktober 2013 spielte hier die südkoreanische Fußballnationalmannschaft ein Freundschaftsspiel gegen Mali, welches Südkorea 3:1 gewann. Zudem wurden hier Spiele der U-20-Fußball-Weltmeisterschaft 2017 ausgetragen.
Vorgänger war das Cheonan-Oryong-Stadion, das nach Eröffnung des neuen Stadions nicht mehr genutzt und 2009 abgerissen wurde.